# Sonny Caldinez
Sonny Caldinez (Trinidad e Tobago, 1º luglio 1932 – 12 aprile 2022) è stato un attore trinidadiano.

## Biografia
Sonny Caldinez deve il suo successo soprattutto all'interpretazione di diversi guerrieri di ghiaccio nella serie televisiva del Regno Unito, Doctor Who. Molto noto anche per la sua altezza (ben 194 cm) ed i trascorsi da wrestler professionista, nel 1997 all'apice della carriera cinematografica, ha recitato nel film Il quinto elemento, con Bruce Willis e diretto da Luc Besson, nei panni dell'imperatore Kodar Japhet.

## Filmografia

### Attore
- Scott On... - serie TV, 1 episodio (1964)
- Sir Arthur Conan Doyle - serie TV, 1 episodio (1967)
- The Main Chance - serie TV, 1 episodio (1969)
- The Spy Killer - film TV (1969)
- White Cargo (1973)
- Doctor Who - serie TV, 18 episodi (1967-1974)
- Agente 007 - L'uomo dalla pistola d'oro (The Man with the Golden Gun), regia di Guy Hamilton (1974)
- Plays for Britain - serie TV, 1 episodio (1976)
- Hawaii squadra cinque zero (Hawaii Five-O) - serie TV, 1 episodio (1976)
- The Fosters - serie TV, 1 episodio (1977)
- Mind Your Language - serie TV, 1 episodio (1978)
- Sexton Blake and the Demon God - serie TV, 5 episodi (1978)
- Avventura araba (Arabian Adventure), regia di Kevin Connor (1979)
- I predatori dell'arca perduta (Raiders of the Lost Ark), regia di Steven Spielberg (1981)
- The Return of Sherlock Holmes - serie TV, 1 episodio (1988)
- Il quinto elemento (The Fifth Element), regia di Luc Besson (1997)